# Gregori de Siracusa
Gegori de Siracusa o Gregori Asbestes (grec: Γρηγόριος Ἀσβεστᾶς) va ser un religiós grec nomenat bisbe de Siracusa cap a l'any 845. Una mica després va tornar a Constantinoble (potser el 847) i es va oposar a Ignasi escollit patriarca. Ignasi el va deposar de la seva seu en un concili celebrat el 854, acusat de relacions amoroses. El papa Benet III va confirmar la deposició.
Quan Ignasi va ser cessat, el va substituir Foci (858), que es va fer consagrar per Gregori, ja que encara que privat del bisbat no ho havia estat de la seva condició d'eclesiàstic.
L'any 863 el concili de Roma va anatematitzar a Foci i a Gregori. Foci el va nomenar bisbe de Nicea de Bitínia l'any 878, i va morir allí no gaire temps després.
Lleó Al·laci esmenta a un «Gregorius archiepiscopus Siciliae» com a autor d'una obra titulada Oratio longa in S. Methodium, probablement dedicada a Metodi I de Constantinoble. Aquest Gregori que cita Al·laci és potser el mateix personatge, encara que l'anomeni bisbe de Sicília.